# آمونیوم هگزافلوئوروفسفات
آمونیوم هگزافلوئوروفسفات (به انگلیسی: Ammonium hexafluorophosphate) با فرمول شیمیایی F۶H۴NP یک ترکیب شیمیایی با شناسه پاب‌کم ۹۷۹۳۹۱۲ است. که جرم مولی آن ۱۶۳٫۰۰۲۶۴ g/mol می‌باشد. 